# Сумка инкассатора
«Сумка инкассатора» — советский полнометражный цветной художественный фильм, поставленный на киностудии «Ленфильм» и Первом творческом объединении в 1977 году режиссёром Аугустом Балтрушайтисом.

Премьера фильма в СССР состоялась в апреле 1979 года.

## Сюжет
Следственной группе прокуратуры СССР поручено дело о сгоревших в автомашине инкассаторах, перевозивших выручку аэропорта.
Было установлено, что деньги в машине не сгорели, а были изъяты из неё до возгорания. Там же нашли следы самодельного пиротехнического устройства. К тому же, как показала экспертиза, против ехавших в машине был применён нервно-паралитический газ.
Группа приступает к расследованию преступления. Виновным оказывается человек, ранее обвинявшийся в создании аналогичного пиротехнического устройства. Он ранее подстроил автомобильную аварию с участием одного из инкассаторов и использовал данный факт для шантажа.

## В главных ролях
- Донатас Банионис — Алексей Петрович Туляков (роль озвучил — Игорь Ефимов)
- Георгий Бурков — Александр Александрович Санин
- Елена Наумкина — Маргарита Ивановна Устинова
- Витаутас Томкус — Юрий Петрович Борисов

## В ролях
- Наталья Фатеева — Ксения Николаевна Ковалева
- Анатолий Солоницын — Иван Трофимович
- Игорь Эрельт — Игорь Андреевич Пешехонов
- Михаил Светин — Чеботарёв
- Гия Кобахидзе — Норакидзе
- М. Сизов — эксперт

## В эпизодах
- Вячеслав Васильев — эксперт-криминалист
- Геннадий Вернов — капитан милиции
- Юрий Гончаров — эксперт
- Лилия Гурова — Елизарова
- Людмила Елисеева — кассир Невзорова
- Игорь Ефимов — капитан Орлов
- Сергей Зеленюк — Пономарёв
- Константин Иванов-Зорин — эксперт
- Владимир Карпенко — оперативник
- Александр Липов — оперативник
- М. Любарский
- Г. Мкртычан
- В. Одарий
- В. Пархоменко
- Ф. Рудаков
- Л. Смолякова — жена Чеботарёва
- Владимир Сидоров — эксперт
- А. Титов
- Евгений Тиличеев — приёмщик камеры хранения на вокзале
- Г. Чангашвили
- В. Чижов
- Г. Шалошвили

## Съёмочная группа
- Сценарий — Юлия Николина
- Постановка — Аугуста Балтрушайтиса
- Главный оператор — Александр Чечулин
- Главный художник — Марк Каплан
- Композитор — Эдуард Бальсис
- Звукооператор — Галина Горбоносова
- Режиссёр — К. Самойлова
- Операторы — В. Иванов, С. Филановский
- Костюмы — Д. Манэ
- Грим — А. Павлова
- Декорации — И. Мишиной
- Монтажёр — И. Смирнова
- Редактор — А. Бессмертный
- Ассистенты:

режиссёра — О. Андреев, С. Байкова, Г. Капицкая, В. Кравченко
по монтажу — Н. Душенкова
звукооператора — Л. Гухман

- Административная группа — В. Овчаренко, Е. Решетников, В. Хаблов
- Главный консультант — Государственный советник юстиции 1-го класса С. И. Гусев
- Консультанты —

Кандидат юридических наук М. Г. Любарский
Подполковник милиции А. Н. Пархоменко
Директор картины — Олег Гумберто
Съёмки
Съёмки фильма, большей частью, происходили в Крыму и в городе Симферополе, в частности, показан бульвар Ивана Франко, управление МВД и теннисные корты, расположенные на указанном бульваре, набережная р. Салгир, дом с проходным подъездом по ул. Ефремова, Также показаны несколько строящихся микрорайонов на тот момент: район ул. Бела Куна, район Московского кольца. Некоторые сцены запечатлели железнодорожный вокзал его внутренний дворик с фонтаном, его перрон и прилегающий переулок Товарный, именуемый так на момент съёмок (на сегодняшний день пер. Шаталова).

## Критика
Кинокритик Всеволод Ревич упрекал фильм в отсутствии социального анализа. Он назвал убийцу «неопределённой личностью»: «Как этот теннисист дошёл до жизни такой? Дошёл — и всё. Вот и попробуйте выработать к нему отношение».